# 전태선
전태선(全台善, 1958년 12월 10일 ~ )은 대한민국의 제6·7대 대구광역시 달서구의원이자, 제9대 대구광역시의원이었다.

## 학력
- 대구반야월국민학교 졸업
- 안심중학교 졸업
- 경북여자부설방송통신고등학교 졸업
- 계명실업전문대학 공예학과 졸업
- 경일대학교 산업공예학과 졸업
- 경일대학교 일반대학원 산업공예학과 석사 졸업

## 경력
- (사)대한어머니회 달서구지회 회장
- 대구척수장애인협회 여성위원장
- 대구자원봉사단 달서구지회장
- 코끼리봉사단 연합회 회장
- 월성종합사회복지관 운영위원
- 월성종합사회복지관 후원회 회원
- 대구여성문화예술클럽 회장
- (사)한국여성경제인협회 대구 경북지회 회원
- (사)대구희망 코리아 달서구지회장
- 민주평화통일자문위원회 자문위원
- 전태선 도예문화예술연구원 원장
- 영도당窯(도자기제조) 대표
- 한나라당 대구광역시당 달서구 병 당원협의회 여성위원장
- 한나라당 대구광역시당 여성위원회 부위원장
- 한나라당 중앙위원회 여성분과 부위원장
- 제17대 대통령 선거 한나라당 대구시당 선대위 여성위원회 단장
- 한나라당 대구시당 정치대학원 3기 부회장
- 2010. 7.~2014. 6. 제6대 대구광역시 달서구의회 의원
- 2010. 7.~2012. 7. 제6대 대구광역시 달서구의회 전반기 복지환경위원회 위원
- 2010. 7.~2014. 6. 제6대 대구광역시 달서구의회 전반기 예산결산특별위원회 위원
- 2012. 7.~2014. 6. 제6대 대구광역시 달서구의회 후반기 복지환경위원회 위원장
- 2012. 7.~2014. 6. 제6대 대구광역시 달서구의회 후반기 예산결산특별위원회 위원
- 새누리당 대구광역시당 달서구 병 당원협의회 여성위원장
- 새누리당 대구광역시당 여성위원회 부위원장
- 제18대 대통령 선거 박근혜 선거대책위원회 달서구 병 불법감시단 본부장
- 새누리당 대구광역시당 운영위원
- 달서구 여성발전위원회 위원
- 달서구 교육경비보조금 심의위원
- 달서구 지역보건의료 심의위원회 위원
- 달서구 건강생활실천협의회 위원
- 달서구 자원봉사센터 운영위원회 위원
- 대구희망봉사단 회장
- 본리·송현1,2동·본동 주민자치위원회 고문
- 경일대학교 총동창회 부회장
- 대구대남초등학교 운영위원장
- 달서소방서 행정자문위원회 부위원장
- 본리동을 사랑하는 모임 회장
- 2014. 7.~2018. 6. 제7대 대구광역시 달서구의회 의원
- 2014. 7.~2018. 6. 제7대 대구광역시 달서구의회 전반기 운영위원회 위원
- 2014. 7.~2018. 6. 제7대 대구광역시 달서구의회 전반기 기획행정위원회 위원
- 2014. 7.~2016. 6. 제7대 대구광역시 달서구의회 전반기 예산결산특별위원회 위원장
- 2016. 7.~2018. 6. 제7대 대구광역시 달서구의회 후반기 운영위원회 위원
- 2016. 7.~2018. 6. 제7대 대구광역시 달서구의회 후반기 예산결산특별위원회 부위원장
- 달서병 발전협의회 회장
- 한국교육혁신포럼 공동대표
- 자유대한민국 희망연대 대구본부회장
- 대구달서소방서자문위원회 부위원장
- 대구성서재향경우회 자문위원장
- 뉴대구운동 여성위원장
- 혁신포럼 이사장
- 국민의힘 대구광역시당 부위원장
- 2022. 7.~2024. 3. 제9대 대구광역시의회 의원
- 2022. 7.~2024. 3. 제9대 대구광역시의회 전반기 운영위원회 위원
- 2022. 7.~2024. 3. 제9대 대구광역시의회 전반기 기획행정위원회 부위원장
- 2022.12.09 국민의힘 탈당

## 수상
- 행정안전부장관상
- 한국시민자원봉사단중앙회 회장상
- 대구경북지방중소기업모범여성기업인상

## 의원직 상실
- 2024년 3월 12일 전태선 대구시의원 공직선거법 위반 혐의 당선무효형 확정

## 역대 선거 결과
|  | 30.40% |

|  | 16.76% |

|  | 80.16% |